# Dariusz Dyrda
Dariusz Lucjan Dyrda (ur. 18 stycznia 1964 w Tychach, zm. 21 lipca 2021 w Bielsku-Białej) – polski pisarz, dziennikarz i samorządowiec związany z Górnym Śląskiem. Autor powieści political fiction Operacja Papież (2006) oraz podręcznika mowy śląskiej Rychtig gryfno godka (2009). W dorobku ma także kilka książek reportażowych. Deklarował się jako Ślązak.

## Życiorys
Absolwent dziennikarstwa i politologii Uniwersytetu Śląskiego (1989). Dziennikarz wielu czasopism codziennych („Sztandar Młodych”, „Trybuna Robotnicza”), tygodników. Redaktor naczelny „Tygodnia w Tychach” (1998 i 2006–2007) oraz „Wiadomości Zagłębia” (2004). W latach 2010–2011 redaktor naczelny miesięcznika Jaskółka Śląska, będącego organem Ruchu Autonomii Śląska (RAŚ), a od grudnia 2011 redaktor naczelny miesięcznika „Ślůnski Cajtung”. Od 2018 był redaktorem naczelnym tygodnika „Echo” z siedzibą w Tychach (zasięg 6 powiatów). Od czerwca 2020 był redaktorem naczelnym tygodnika "Tydzień w Tychach, Mysłowicach, Bieruniu, Lędzinach, Mikołowie, Pszczynie Tydzień" wyd. przez Megapress z Lędzin.
W 2002 uzyskał mandat radnego Tychów z listy SLD-UP. W 2006 nie kandydował, zaś w 2010 bez powodzenia ubiegał się o stanowisko burmistrza Lędzin z ramienia komitetu Lędziny21.pl (zajmując 4. miejsce spośród 7 kandydatów) oraz o mandat w radzie powiatu bieruńsko-lędzińskiego z listy RAŚ. W 2011 był kandydatem komitetu Autonomia Dla Ziemi Śląskiej w wyborach do Senatu w okręgu 75 (przegrał z Elżbietą Bieńkowską, reprezentującą PO).
W 2014 ponownie bez powodzenia kandydował do rady powiatu bieruńsko-lędzińskiego. W 2015 był kandydatem komitetu Ze Śląska – Nie z Partii w wyborach uzupełniających do Senatu, zajmując ostatnie, 3. miejsce. W latach 2011–2015 członek Rady Naczelnej RAŚ. Do stycznia 2015 przewodniczący koła bieruńsko-lędzińskiego RAŚ. W 2017 został jednym z założycieli partii Ślonzoki Razem (zarejestrowanej w 2018). W 2019 wystąpił ze wszystkich organizacji.
Syn Augustyna Dyrdy.
Pochowany na cmentarzu komunalnym w Tychach-Wartogłowcu.